# Le Syndicat
Le Syndicat é uma comuna francesa na região administrativa do Grande Leste, no departamento de Vosges. Estende-se por uma área de 18.29 km². Em 2010 a comuna tinha 1 925 habitantes (densidade: 105,2 hab./km²).